# Festival Internacional de Literatura de Berlín
El  Festival Internacional de Literatura de Berlín acerca anualmente a un gran número de espectadores a las tendencias ecuménicas de la prosa y la lírica contemporáneas.
En la primera quincena del mes de septiembre se dan cita en la capital germana un centenar de autores que no sólo comparten sus textos con la audiencia, sino que expresan sus opiniones y vicisitudes sobre temas de actualidad política o cultural de los países de origen en los simposios organizados para tal efecto.
El programa del festival ofrece las siguientes secciones:
Literaturas del mundo, Caleidoscopio, Literatura Infantil y Juvenil Internacional, Reflexiones, Recuerdo y habla y Scritture Giovanni.
“Scritture Giovani” es un proyecto de cooperación entre cuatro festivales de literatura europeos: Festivaletteratura (Italia), el Hay Festival of Literature and Ideas (Gales), el Björnsonfestival de Molde (Noruega) y el ilb (internationales literaturfestival, berlin).
Esta sección del programa facilita un marco internacional a autores jóvenes talentosos que ya han debutado con libros que no están desde hace tiempo en el mercado y/o que todavía no han sido traducidos.
El internationales literaturfestival (Festival Internacional de Literatura de Berlín) es una organización de la Peter-Weiss Stiftung S.A. y del Berliner Festspiele con el apoyo de la comisión alemana de la Unesco. 

## Publicaciones anuales
- Die Berliner Anthologie(Antología de Berlín): Los autores y autoras de la sección "Literaturas del mundo" escogen noventa y nueve poemas que pueden leerse en versión original y con la correspondiente traducción al alemán.

- Der Katalog (Catálogo): incluye las fotos y biografías en alemán e inglés de los escritores participantes.

- Scritture Giovani: contiene las narraciones breves que versan sobre un tema previamente propuesto por la organización de los cuatro festivales que forman parte del proyecto en inglés, italiano, noruego, alemán. También se edita en un quinto idioma, el que corresponde a otro país europeo invitado y que cambia anualmente.